# Euploea lycoleon
Euploea lycoleon är en fjärilsart som beskrevs av Hans Fruhstorfer 1910. Euploea lycoleon ingår i släktet Euploea och familjen praktfjärilar. Inga underarter finns listade i Catalogue of Life.